# StreamAwards
Die Streamawards (Eigenschreibweise: StreamAwards, teilweise auch Stream Awards genannt) sind eine deutsche Social-Media-Award-Show für die Streamingplattform Twitch, die jedoch nicht direkt mit Twitch assoziiert ist. Sie wurden 2022 von der deutschen Webvideoproduzentin Reved initiiert und seitdem jährlich vergeben.
Es werden größtenteils Preise für verschiedene Momente des betreffenden Jahres vergeben, die auf Twitch in Livestreams passierten und daraufhin als Clips festgehalten wurden. Die Vergabe der Preise wird durch ein öffentliches Voting bestimmt.

## Organisation

### Kategorien
2022 wurden Preise in 28 verschiedenen Kategorien vergeben, 2023 waren es bereits 31 Kategorien. Die Bezeichnungen der Kategorien für die einzusendenden Clips werden vom Veranstalter bestimmt. Darüber hinaus werden auch Statistik-Preise vergeben, die durch Zuschauer- und Abonnentenzahlen entschieden werden.
2023 wurden drei Outfit-Kategorien „Outfit des Abends (Frauen)“, „Outfit des Abends (Männer)“, „Outfit des Abends (Zuschauer)“ eingeführt, die während der Show gewählt werden. Für die Zuschauer-Kategorie konnten Zuschauer ihre Fotos über Twitter einsenden.

### Ermittlungsverfahren
Für die Auswahl der nominierten Momente können Twitch-Nutzer selbst Clips zu den festgelegten Kategorien einsenden. Diese Clips werden in zwei Phasen bewertet: zunächst von verschiedenen Twitch-Moderatoren und anschließend von einer Jury. Die Clips, die in diesen Phasen die besten Bewertungen erhalten, werden dann zur öffentlichen Wahl gestellt. Im öffentlichen Voting können wiederum alle Personen, die einen Twitch-Account besitzen, auf der Website der Streamawards für den besten Clip in der jeweiligen Kategorie abstimmen. Zu den Streamawards 2024 wurde aufgrund von Kritik am Votingsystem, ein System eingeführt, bei dem das Zuschauervoting zu 50 Prozent, eine weitere Moderatoren-Jury zu 25 Prozent und eine automatisch gewählte Streamer-Jury zu 25 Prozent die Gewinner bestimmen.
Für die Outfit-Preise wird am Abend der Veranstaltung ein Voting auf der Website freigeschaltet. Die Statistik-Preise werden im Vorfeld vom Veranstalter ermittelt.

### Ausstrahlung
Die Streamawards werden jährlich live auf dem Twitch-Kanal von RevedTV gezeigt. Die Shows werden anschließend auf dem YouTube-Kanal von Reved hochgeladen und so als Video-on-Demand zur Verfügung gestellt.

## Streamawards 2022
Die Streamawards 2022 waren die erste Ausgabe der Show und wurden am 28. Januar 2023 im Xperion in Berlin ausgetragen. Da die Nominierten nicht persönlich anwesend sein konnten, verfolgten sie stattdessen die Liveshow im Stream, was die Zuschauerzahl auf 135.000 brachte. Davon waren 40.000 Zuschauer auf dem Kanal von Reved,  wodurch die Show als erste deutsche Show in die Top-10 der meistgeschauten Streamer-Award-Shows gelangte. Die in der folgenden Tabelle aufgeführten Preise wurden von 36.000 abstimmenden Twitch-Nutzern mit insgesamt 800.000 Stimmen bestimmt.
- Moderation: Reved und Amar

| Kategorie                      | Gewinner                         | außerdem nominiert |
| ------------------------------ | -------------------------------- | --- |
| Bester Rage-Moment             | Elotrix                          | Niekbeats, MontanaBlack, Rewinside, Papaplatte, NoahZett28 |
| Bester Gaming-Moment           | MckyTV                           | UnsympathischTV, Dhalucard, Chefstrobel |
| Bestes Streamer-Tiktok         | LetsHugo                         | Rewinside, Knossi, Fibii |
| Bester IRL-Moment              | Filow                            | Reved, SkylineTV, PietSmiet |
| Beste Newcomer/in              | Fibii                            | ohnePixel, Abugoku, KubaFPS |
| Bester Cringe-Moment           | SkylineTV                        | quiteLola, Papaplatte, Ronny Berger |
| Most Wholesome-Moment          | MckyTV                           | Abugoku, PietSmiet, Tanzverbot |
| Schlimmster Voicecrack         | Mahluna & Vlesk                  | Uzunaa, Starletnova, colosow |
| Beste Donation/TTS-Nachricht   | ThePianoDragon                   | daefoxi, Tanzverbot, Filow |
| Bester Perfect-Timing-Moment   | MontanaBlack                     | Alicia Joe, LadyVanora, Giggand |
| Bester Lost-Moment             | Niekbeats                        | Abugoku, klarawr, Reved, Amar, UnsympathischTV |
| Bester 5Head-Moment            | Dhalucard                        | Dhalucard (anderer Clip), MontanaBlack, ZeusSpezial |
| Schlimmster Versprecher        | Elotrix                          | ROSEMONDY, UnsympathischTV, Reved |
| Beste musikalische Performance | Mahluna                          | TherealJanHegenberg, LaraLoft, TORRO |
| Bester Troll-Moment            | Knossi                           | Reved, Reeze, Papaplatte |
| Bester Jumpscare               | Fibii                            | UnsympathischTV, Abugoku, quiteLola |
| Zu krass für Twitch            | MontanaBlack                     | PietSmiet, SkylineTV, Trymacs |
| Bestes Twitch-Format           | „Der dümmste fliegt“ von Reved 1 | - Uncut vs. Dinkel (Uncut & Dinkel) - Teammates (Trymacs) - Vlesk Brainlag (Vlesk) - PietSmiet Brainbattle (PietSmiet) - Wildmics Morningshow (WildMics)                                                                          |
| Bester NPC-Moment              | xRohat                           | SkylineTV, Papaplatte, Starletnova |
| Bestes Twitch-Duo              | BastiGHG & Papaplatte            | - NiklasWilson & SydneyEweka - Peter & Dhalucard - MckyTV & XTheSolutionTV - Trymacs & Chefstrobel - Sterzik & mienah_ - SkylineTV & Knossi - AbuGoku & BreitenBerg - TolkinLOL & Obsess3 - Fibii & xRohat - LetsHugo & Rewinside |
| Bestes Game                    | Alt F4                           | Elden Ring, Overwatch 2, God of War Ragnarök, Stray, FIFA 23, Escape the Backrooms, Warzone 2 |
| Bester Dance-Moment            | Knossi                           | TolkinLOL, Exsl95, MontanaBlack |
| WTF passiert hier?             | LetsHugo                         | Ungespielt, Knossi, Gronkh, Reved, Ronny Berger |

Statistik-Preise
- Zuschauerrekord: EliasN97
- Sub Peak: EliasN97
- Meiste Watchtime: EliasN97
- Höchster Zuschauerschnitt: EliasN97
- Höchster Followerzuwachs: EliasN97

## Streamawards 2023
Die Streamawards 2023 wurden am 24. Februar 2024 in Köln ausgetragen, nachdem sie vom 13. Januar 2024 auf diesen Termin verschoben wurden, um die Show wie geplant umsetzen zu können. Im Gegensatz zum Vorjahr konnten die Streamawards 2023 als eine Gala, mit 140 Gästen vor Ort, durchgeführt werden. Es wurden über 10.000 Clips von Zuschauern eingereicht. Die höchste Gesamtzuschauerzahl betrug 238.000, davon 124.000 auf dem Kanal von Reved.
- Moderation: Reved und der League-of-Legends-Streamer NoWay4u_Sir[14]

| Kategorie                         | Gewinner                        | außerdem nominiert |
| --------------------------------- | ------------------------------- | --- |
| Bester Rage Moment                | UnsympathischTV                 | MckyTV, Krokoboss, Sterzik, LetsHugo, Fibii |
| Bestes Streamer TikTok            | Mahluna & RvNxMango             | Rumathra, Dilara & LetsHugo, SydneyEweka |
| Bester IRL Moment                 | Papaplatte                      | MontanaBlack, Ronny Berger, Trymacs, Reeze, LetsHugo & RvNxMango |
| Bester Gaming Moment              | LetsHugo                        | TrilluXe, BastiGHG, Chefstrobel, Dhalucard, Haselnuuuss |
| Beste/r Newcomer/in               | nooreax                         | Zarbex, Filow, Rezonfn, Jan Schlappen, Jordan_Semih, Dilara, LetsHugo |
| Bester Cringe Moment              | Max Schradin                    | JenNyan & Kelreon, Milschbaum & Schagges, Fibii & Filow |
| Schlimmster Voicecrack            | BastiGHG                        | Dhalucard, LetsHugo, Guppathehutt |
| Beste Zuschauerinteraktion        | Papaplatte & Reeze              | LetsHugo, Ronny Berger, SkylineTV |
| Bester TTS/SoundAlert             | Papaplatte                      | Filow, Hakkoni, Kanyuji |
| Bester Perfect-Timing Moment      | Papaplatte                      | Gronkh, Fibii & xRohat, SkylineTV |
| Bester Lost Moment                | Joulinara                       | LetsHugo, Mahluna, Reved, Ronny Berger, Milschbaum |
| Schönste musikalische Performance | Danergy                         | LaraLoft, ThePianoDragon, Lessi_zza, Jan Hegenberg, ifas_core |
| Bester Troll Moment               | Papaplatte & Stegi              | Swabine, DerSebooo, Amar & xRohat |
| Bester Jumpscare                  | Papaplatte                      | Heizl_, Reved, Niekbeats, MarmeladenOma, Amar & EliasN97 |
| Bestes Streamer Duo               | Papaplatte & BastiGHG           | - NoWay4u_Sir & Tolkin - Stegi & Dilara - metashi12 & Terste - MckyTV & xTheSolutionTV - Niklas Wilson & SydneyEweka - MontanaBlack & Elotrix - Gronkh & RoyalPhunk - Starletnova & Reved - Knossi & Sascha Huber - Wichtiger & LetsHugo - JenNyan & AsterPewPew |
| Most Surreal Moment               | Papaplatte                      | Knossi, AUTdany, Wallace |
| Best created Emote                | Fabo                            | xTheSolutionTV, MckyTV, Milschbaum, Tolkin, Filow, BastiGHG, Stegi, Rumathra, EliasN97 |
| Bestes Stream Crossover           | xQc x Papaplatte                | - MontanaBlack x BastiGHG - Frank Rosin x Rumathra - Michael Wadleigh x Ronny Berger, deanauftwitch, Knirpz - Otto Waalkes x SkylineTV - Twitch CEO (Dan Clancy) x HoneyPuu x Ronny Berger |
| Most Wholesome Moment             | LetsHugo                        | MckyTV, Chefstrobel & Danergy, Reved & Starletnova |
| Bestes Artwork                    | H3NRYxP                         | YuhkaBun, RealcreativeNess, Volane, Rosemondy, Peeweearty |
| Bester NPC Moment                 | Trymacs                         | LetsHugo, Reved, Papaplatte, SkylineTV, Knirpz |
| Bestes Streaming Event            | EdelTour 2 (Papaplatte & Reeze) | - Eligella Cup (EliasN97) - 2 vs. Madeira (Ronny Berger & Mowky) - 7 Tage Villa Stream (EliasN97) - alexis around the world (alexisshv) - Back2School (PietSmiet & DoktorFroid) - The Great Fight Night II (Trymacs) - Friendly Fire 9 (Gronkh & PietSmiet) - Creator All Stars (xRohat, Abugoku & Breitenberg) - Kart Invitational 3 (PietSmiet) - Tour zur Twitchcon (Ronny Berger, Knirpz & deanauftwitch) - 5 Tage draussen in Hamburg (Ronny Berger) - 5 Tage Fahrrad Stream (Trymacs) - Gameathlon 2022 (RocketBeansTV) - No Food Challenge (Trymacs) - Amar x Eli Cup (Amar & EliasN97) |
| Schlimmster Versprecher           | Niekbeats                       | Mahluna, Mowky, LetsHugo, Merleperle, BastiGHG |
| WTF passiert hier?                | Fibii                           | Reved, Verena, Milschbaum |

Outfit-Preise
- Outfit des Abends (Frauen): MarmeladenOma
- Outfit des Abends (Männer): LetsHugo
- Outfit des Abends (Zuschauer): Sech28

Statistik-Preise
- Zuschauerrekord: MontanaBlack (202.216)
- Sub Peak: EliasN97 (85.000)
- Höchster Zuschauerschnitt: Knossi (26.900)
- Höchster Followerzuwachs: LetsHugo (521.000)

## Streamawards 2024
Am 18. August 2024 wurden die Streamawards 2024 mit dem Beginn der Einsendephase angekündigt. Im Gegensatz zum Vorjahr änderten sich ein paar Kategorien und es wurden auch Clips von Dezember 2023 akzeptiert. Die Preisverleihung fand am 5. Dezember 2024 statt und wurde von NoWay und Rezo moderiert. Letzterer agierte als Ersatz für Reved, die Ende November ihren vorläufigen Rückzug von Social Media verkündete.
- Moderation: NoWay4u_Sir und Rezo

| Kategorie                    | Gewinner                               | außerdem nominiert |
| ---------------------------- | -------------------------------------- | --- |
| Bester Rage Moment           | NoWay4u_Sir                            | NiklasWilson & SidneyEweka, ELoTRiX, Trymacs & Chefstrobel, xRohat |
| Bester Jumpscare             | cemdercem31                            | NiklasWilson, marymccatcat, quiteLola, TherealJanHegenberg, Baso |
| Bester Gaming Moment         | Kutcherlol                             | TrilluXe, Krokoboss, Attix, Tjan, BastiGHG |
| Bester Cringe Moment         | Reeze & Papaplatte                     | HoneyPuu & ViscaBarca, JenNyan, Merleperle, SkylineTVlive, Thunny & Broeki |
| Bester Troll Moment          | Trymacs & MAXIMAL_SCHRADIN             | Dhalucard & SmashLunatic, Syrix & Wichtiger, SkylineTV, Gamerbrother & EliasN97, xRohat & edizderbreite, Chefstrobel & players_hub, NoWay4u_Sir |
| Bester Perfect-Timing Moment | Bonjwa                                 | BastiGHG & Papaplatte, edizderbreite, quiteLola, Rezo, sarahtoninx9 |
| Bester E-Sport Moment        | Eintracht Spandau                      | Rezon & Vadeal, Kodiak, NNO Old |
| Bester TTS/Sound Alert       | MontanaBlack88 & abugoku999            | verena, LostKittn, LetsHugo & Castcrafter & Faister, Mehluxka, Niekbeats |
| Bester IRL Moment            | ronnyberger                            | Fibii, SkylineTVlive, Reeze, Rumathra & LetsHugo, MontanaBlack & abugoku999 |
| Bester Lost Moment           | HandOfBlood & Krokoboss                | LetsHugo, Zeosite, anaaja, Zarbex, Mystery_Blue, mertabimula & Max Schradin, Wichtiger |
| Beste/r Newcomer/in          | Zarbex                                 | krokoboss, mertabimula, Max Schradin, Faister, V1nKub, Chapfnr, Filow |
| Schlimmster Versprecher      | Broeki                                 | alexisshv, Divi, guppathehutt, easyemi, Sven Wittekind |
| Bester Sport Moment          | ardasaatci1                            | BigSpinCR, SidneyEweka, Spontent, Eintracht Spandau, Powlster & Br4mm3n |
| Bestes Streamer Duo          | Papaplatte & BastiGHG                  | - LetsHugo & Wichtiger - MontanaBlack & ELoTRiX - NoWay4u_Sir & Karni - ronnyberger & knirpz - TisiSchubech - Trymacs & Chefstrobel - xRohat & NiklasWilson - JenNyan & Milschbaum - Zarbex & Max Schradin - Gnu & Sterzik - Gronkh & PhunkRoyale - HoneyPuu & alexisshv - Niekbeats & krokoboss |
| Bestes eintägiges Event      | Influencer Darts WM 2024 (HandOfBlood) | - Alle Neune 3 (DoktorFroid) - Summer Games 2024 (EliasN97) - At Broski (Gamerbrother) - Horde (Gronkh) - Sucuk Camp (mertabimula) - Weihnachtsfest (MontanaBlack) - Eisfest (PietSmiet) |
| Bestes mehrtägiges Event     | Edeltour 3 (Papaplatte & Reeze)        | - Fibicon (Fibii) - Rollertour (Trymacs) - Segeltour (ronnyberger & Mystery_Blue & Jonsman) - Sommerevent 2024 (Shlorox) - Big Brother: Knossi Edition 2023 (Knossi) - Area 51 (xRohat & daveshaban) - Schweiz Tour (LetsHugo & Faister & Castcrafter)                                           |
| Most Wholesome Moment        | EliasN97 & NiklasWilson & xRohat       | metashi12, Kunshikitty, Der_Marienkaefer_Live |
| Bestes Stream Crossover      | HandOfBlood & DJ Ötzi                  | - EliasN97 & Toni Kroos - Filow & Ski Aggu & Ikkimel - DanielSlump & Sami & Eno - Papaplatte & Mark Forster - Montanablack & JP Performance |
| Bester musikalischer Act     | Filow                                  | ifas_core & DieDoni, MaijuVT, Onkelnepomuk, RechtEckOhneEcken, PrimaLaVera & Balui & Feli |
| Bestes Artwork               | tanja.nici                             | ROSEMONDY, Ann Radish, Natclixc, H3NRYxP, marycronos |
| Beste Zuschauerinteraktion   | ronnyberger & Zarbex                   | metashi12, Niekbeats, Knossi |
| Most Surreal Moment          | Papaplatte & Reeze                     | Fibii, AUTdany, Repaz, Sterzik, Unwetterjaeger, xRohat & daveshaban, ronnybeger & Mystery_Blue & jonsman |
| WTF passiert hier?           | rezonfn & chapfnr                      | Milschbaum, Maxim, Sterzik & HandOfBlood, Gronkh |

Outfit-Preise
- Outfit des Abends (Frauen): mienah_
- Outfit des Abends (Männer): LetsHugo
- Outfit des Abends (Zuschauer): Ju5tAPlayerr

Statistik-Preise
- Zuschauerrekord: EliasN97
- Sub-Average: EliasN97
- Höchster Followerzuwachs: Papaplatte
- Sub-Rekord: Shlorox (113.628)
- Meiste Streamstunden: xTheSolutionTV
- Höchste Watchtime: EliasN97

## Statistik
Als bisher erfolgreichste Streamer bei den StreamAwards wurden ausgezeichnet:
| Streamer          | Auszeichnungen | Nominierungen | Statistik-Preise |
| ----------------- | -------------- | ------------- | ---------------- |
| Papaplatte        | 15             | 22            | 1                |
| Reeze             | 5              | 8             | 0                |
| LetsHugoTV        | 4              | 20            | 1                |
| BastiGHG          | 4              | 10            | 0                |
| MontanaBlack88    | 3              | 13            | 1                |
| Fibii             | 3              | 11            | 0                |
| Mahluna           | 3              | 5             | 0                |
| HandOfBlood       | 3              | 4             | 0                |
| ronnyberger       | 2              | 15            | 0                |
| Trymacs           | 2              | 12            | 0                |
| xRohat            | 2              | 11            | 0                |
| Filow             | 2              | 9             | 0                |
| TheRealKnossi     | 2              | 8             | 1                |
| Niekbeats         | 2              | 7             | 0                |
| ELoTRiX           | 2              | 5             | 0                |
| RevedTV           | 1              | 12            | 0                |
| SkylineTVlive     | 1              | 12            | 0                |
| eliasn97          | 1              | 9             | 9                |
| MckyTV            | 1              | 6             | 0                |
| Dhalucard         | 1              | 6             | 0                |
| NiklasWilson      | 1              | 6             | 0                |
| UnsympathischTV   | 1              | 5             | 0                |
| krokoboss         | 1              | 5             | 0                |
| Zarbex            | 1              | 5             | 0                |
| MAXIMAL_SCHRADIN  | 1              | 5             | 0                |
| NoWay4u_Sir       | 1              | 4             | 0                |
| stegi             | 1              | 3             | 0                |
| rezonfn           | 1              | 3             | 0                |
| Vlesk             | 1              | 2             | 0                |
| ThePianoDragon    | 1              | 2             | 0                |
| RvNxMango         | 1              | 2             | 0                |
| Danergy           | 1              | 2             | 0                |
| Eintracht Spandau | 1              | 2             | 0                |
| chapfnr           | 1              | 2             | 0                |
| H3NRYxP           | 1              | 2             | 0                |
| joulinara         | 1              | 1             | 0                |
| Fabo              | 1              | 1             | 0                |
| cemdercem31       | 1              | 1             | 0                |
| Bonjwa            | 1              | 1             | 0                |
| nooreax           | 1              | 1             | 0                |
| xQc               | 1              | 1             | 0                |
| Kutcherlol        | 1              | 1             | 0                |
| ardasaatci1       | 1              | 1             | 0                |

Streamer mit Nominierung, aber ohne Award:
| Streamer              | Auszeichnungen | Nominierungen | Statistik-Preise |
| --------------------- | -------------- | ------------- | ---------------- |
| PietSmiet             | 0              | 8             | 0                |
| Chefstrobel           | 0              | 7             | 0                |
| abugoku9999           | 0              | 7             | 0                |
| GRONKH                | 0              | 7             | 0                |
| Milschbaum            | 0              | 6             | 0                |
| SidneyEweka           | 0              | 5             | 0                |
| Sterzik               | 0              | 5             | 0                |
| quiteLola             | 0              | 4             | 0                |
| starletnova           | 0              | 4             | 0                |
| Amar                  | 0              | 4             | 0                |
| Tolkin                | 0              | 4             | 0                |
| Rumathra              | 0              | 4             | 0                |
| Wichtiger             | 0              | 4             | 0                |
| Knirpz                | 0              | 4             | 0                |
| JenNyan               | 0              | 4             | 0                |
| Rewinside             | 0              | 3             | 0                |
| HoneyPuu              | 0              | 3             | 0                |
| DoktorFroid           | 0              | 3             | 0                |
| Faister               | 0              | 3             | 0                |
| Mystery_Blue          | 0              | 3             | 0                |
| TherealJanHegenberg   | 0              | 3             | 0                |
| xTheSolutionTV        | 0              | 3             | 1                |
| di1araas              | 0              | 3             | 0                |
| alexisshv             | 0              | 3             | 0                |
| mertabimula           | 0              | 3             | 0                |
| ROSEMONDY             | 0              | 3             | 0                |
| guppathehutt          | 0              | 2             | 0                |
| AUTdany               | 0              | 2             | 0                |
| deanauftwitch         | 0              | 2             | 0                |
| Mowky                 | 0              | 2             | 0                |
| Merleperle            | 0              | 2             | 0                |
| Broeki                | 0              | 2             | 0                |
| edizderbreite         | 0              | 2             | 0                |
| LaraLoft              | 0              | 2             | 0                |
| BreitenBerg           | 0              | 2             | 0                |
| TrilluXe              | 0              | 2             | 0                |
| ifas_core             | 0              | 2             | 0                |
| metashi12             | 0              | 2             | 0                |
| PhunkRoyal            | 0              | 2             | 0                |
| verena                | 0              | 2             | 0                |
| GamerBrother          | 0              | 2             | 0                |
| CastCrafter           | 0              | 2             | 0                |
| Jonsman               | 0              | 2             | 0                |
| daveshaban            | 0              | 2             | 0                |
| NoahZett28            | 0              | 1             | 0                |
| ohnePixel             | 0              | 1             | 0                |
| KubaFPS               | 0              | 1             | 0                |
| Uzunaa                | 0              | 1             | 0                |
| colosow               | 0              | 1             | 0                |
| daefoxi               | 0              | 1             | 0                |
| Tanzverbot            | 0              | 1             | 0                |
| Alicia Joe            | 0              | 1             | 0                |
| LadyVanora            | 0              | 1             | 0                |
| Giggand               | 0              | 1             | 0                |
| klarawr               | 0              | 1             | 0                |
| ZeusSpezial           | 0              | 1             | 0                |
| Hakkoni               | 0              | 1             | 0                |
| Lessi_zza             | 0              | 1             | 0                |
| DerSebooo             | 0              | 1             | 0                |
| MarmeladenOma         | 0              | 1             | 0                |
| Terste                | 0              | 1             | 0                |
| Sascha Huber          | 0              | 1             | 0                |
| YuhkaBun              | 0              | 1             | 0                |
| Volane                | 0              | 1             | 0                |
| Michael Wadleigh      | 0              | 1             | 0                |
| Dan Clancy            | 0              | 1             | 0                |
| Baso                  | 0              | 1             | 0                |
| Attix                 | 0              | 1             | 0                |
| Visca96Barca          | 0              | 1             | 0                |
| Syrix                 | 0              | 1             | 0                |
| sarahtoninx9          | 0              | 1             | 0                |
| Vadeal                | 0              | 1             | 0                |
| NNO Old               | 0              | 1             | 0                |
| Mehluxka              | 0              | 1             | 0                |
| Zerosite              | 0              | 1             | 0                |
| V1nKub                | 0              | 1             | 0                |
| Divi                  | 0              | 1             | 0                |
| Sven Wittekind        | 0              | 1             | 0                |
| BigSpinCR             | 0              | 1             | 0                |
| Kami                  | 0              | 1             | 0                |
| Gnu                   | 0              | 1             | 0                |
| Shlorox               | 0              | 1             | 1                |
| Kunshikitty           | 0              | 1             | 0                |
| Sami                  | 0              | 1             | 0                |
| DieDoni               | 0              | 1             | 0                |
| Onkelnepomuk          | 0              | 1             | 0                |
| PrimaLaVera           | 0              | 1             | 0                |
| Feli                  | 0              | 1             | 0                |
| Unwetterjaeger        | 0              | 1             | 0                |
| TORRO                 | 0              | 1             | 0                |
| Uncut vs. Dinkel      | 0              | 1             | 0                |
| Wildmics              | 0              | 1             | 0                |
| mienah_               | 0              | 1             | 0                |
| Obsess3               | 0              | 1             | 0                |
| Exsl95                | 0              | 1             | 0                |
| ungespielt            | 0              | 1             | 0                |
| Haselnuuuss           | 0              | 1             | 0                |
| Jan Schlappen         | 0              | 1             | 0                |
| Jordan_Semih          | 0              | 1             | 0                |
| Kelreon               | 0              | 1             | 0                |
| Schagges              | 0              | 1             | 0                |
| Kanyuji               | 0              | 1             | 0                |
| swabine               | 0              | 1             | 0                |
| Heizl_                | 0              | 1             | 0                |
| AsterPewPew           | 0              | 1             | 0                |
| Wallace               | 0              | 1             | 0                |
| RealcreativeNess      | 0              | 1             | 0                |
| Peeweearty            | 0              | 1             | 0                |
| RocketBeansTV         | 0              | 1             | 0                |
| marymccatcat          | 0              | 1             | 0                |
| Tjan                  | 0              | 1             | 0                |
| Thunny                | 0              | 1             | 0                |
| SmashLunatic          | 0              | 1             | 0                |
| players_hub           | 0              | 1             | 0                |
| Rezo                  | 0              | 1             | 0                |
| Kodiak                | 0              | 1             | 0                |
| LostKittn             | 0              | 1             | 0                |
| anaaja                | 0              | 1             | 0                |
| easyemi               | 0              | 1             | 0                |
| Spontent              | 0              | 1             | 0                |
| TisiSchubech          | 0              | 1             | 0                |
| Der_Marienkaefer_Live | 0              | 1             | 0                |
| DanielSlump           | 0              | 1             | 0                |
| Eno                   | 0              | 1             | 0                |
| JP Performance        | 0              | 1             | 0                |
| MaijuVT               | 0              | 1             | 0                |
| RechtEckOhneEcken     | 0              | 1             | 0                |
| Balui                 | 0              | 1             | 0                |
| Repaz                 | 0              | 1             | 0                |
| Maxim                 | 0              | 1             | 0                |
| Ann Radish            | 0              | 1             | 0                |
| Natclixc              | 0              | 1             | 0                |
| marycronos            | 0              | 1             | 0                |

Stand: 6. Dezember 2024

## Streamcharts
Die Organisation der Streamawards veröffentlicht außerdem regelmäßig Statistiken und Charts der Top 150 Streamer oder Streamerinnen (früher Top 100) der letzten Woche, nach Geschlecht getrennt. Die Charts setzen sich aus Watchtime, Followerzuwachs und der durchschnittlichen Zuschauerzahl zusammen. Nach Kritik wurde die Möglichkeit eingeführt, Streamer mit expliziten Inhalten auszublenden. Im Frühjahr 2024 wurden diese Inhalte schließlich komplett aus den Charts entfernt. Außerdem besteht die Möglichkeit, nach Streamern, die einen „Twitch Affiliate“ oder „Twitch Partner“-Status haben, außerhalb der Charts zu suchen und deren Statistiken einzusehen.

## Rezeption & Kritik
Die Show wurde vor allem innerhalb der Influencer-Szene rezipiert. Auch durch Tweets von Zuschauern schaffte es „Stream Awards“ in die Twitter Trends. Diese Zuschauerreaktionen waren nahezu ausschließlich positiv. Kritik gab es im Vorfeld für die fehlende Nominierungen von EliasN97, dem damals größten deutschen Streamer. Die Ausrichterin Reved erklärte, dass eine Nominierung nicht möglich war, da EliasN97 die Clip-Funktion ausgestellt hatte. EliasN97 erhielt dennoch einen Pokal für fünf gewonnene Statistik-Preise.
Ende 2023 gerieten die Streamerinnen-Charts in Kritik, deren Top-5 auch vom Twitter-Account der Streamawards veröffentlicht werden. Der Streamer MckyTV kritisierte die Liste und ebenso Twitch für die Platzierung von Streamerinnen, die mit erotischen Inhalten diesen Platz erreichten. Kurz darauf wurde zwischenzeitlich auf der Website die Funktion „explizite Inhalte ausblenden“ eingefügt, bis Streamer mit solchen Inhalten schließlich ganz aus der Liste entfernt wurden.
Mit Beginn der Votingphase 2023 wurde die Show von nominierten Streamern selbst beworben, die im Livestream für ihre Lieblingsclips abstimmten und ihre Zuschauer ermutigten dies auch zu tun.
Die Preisverleihung 2023 wurde neben branchennahen Medien wie Ingame und Dasding (SWR), auch außerhalb der Szene wahrgenommen. So berichtete die Tagesschau über das Event.
Für Unmut sorgte die Auszeichnung von Kevin „Papaplatte“ Teller mit 10 der 31 Awards. Zuschauer kritisierten, dass Papaplatte diese Menge an Awards nicht verdient hatte und sie nur aufgrund seiner vielen und, durch Werbung seinerseits und seine Freundschaft mit Reved, mit den Streamawards vertrauten Fans gewann. Papaplatte, dem dies selbst peinlich war, äußerte sich dazu und bestätigte einerseits, dass seine Fans ihm wohl die vielen Preise beschert hätten, und andererseits, dass auch er für eine fairere Verteilung im nächsten Jahr wäre, da einige Preise laut ihm auch verdientere Gewinner hätten haben können. Andere Influencer wie Gronkh sahen dies ähnlich, verteidigten ihn jedoch auch.
Auch der zweitplatzierte LetsHugo wurde aus ähnlichen Gründen kritisiert. Streamer-Kollege xRohat warf ihm vor, die Auszeichnungen nur wegen der hauptsächlich abstimmenden „Bubble“ gewonnen zu haben.
Als Reaktion auf die oben aufgeführte Kritik kündigte die Ausrichterin Reved an, dass man sich für das nächste Jahr (Streamawards 2024) ein Balancing-System überlegen werde. Das neue Konzept besteht zu 50 Prozent aus dem Zuschauer-Voting sowie zu jeweils 25 Prozent aus einer Mods- und Streamer-Jury.